# 川田源一
川田 源一（かわた げんいち、1897年1月5日 - 1972年9月1日）は、日本の実業家。日刊スポーツ新聞社創業者。徳島県出身。
川田萬太郎・サダ夫妻の次男として徳島県那賀郡羽ノ浦村（現在の阿南市羽ノ浦町)に生まれる。

## 経歴
- 1919年 - 兄・彦人の機縁で上京し、朝日新聞専売店に勤務。
- 1950年 - 日刊スポーツ新聞社代表取締役社長に就任。
- 1956年 - 取締役会長に就任。